# آن هارست
آن هارست (بالإنجليزية: Anne Hearst)‏ هي نجمة اجتماعية أمريكية، ولدت في 1956.